# Adrian Cronauer
Adrian Joseph Cronauer, né le 8 septembre 1938 à Pittsburgh et mort le 18 juillet 2018 à Troutville, est un animateur de radio et un militaire américain. Sergent dans l'United States Air Force, il est connu pour son activité de disc-jockey sur American Forces Network pendant la guerre du Vietnam, expérience ayant inspiré le film Good Morning, Vietnam, sorti en 1987, avec Robin Williams dans le rôle de Cronauer.

## Biographie

### Jeunesse
Adrian Joseph Cronauer naît le 8 septembre 1938 à Pittsburgh, en Pennsylvanie, d'un père sidérurgiste et d'une mère enseignante.
Il commence sa carrière de radiodiffuseur à l'âge de 12 ans en tant qu'invité semi-régulier d'une station de radio amateur pour enfants de la région de Pittsburgh. Il intègre l'Université de Pittsburgh où il dirige un groupe qui fonde en 1957 la première station de radio étudiante de l'établissement, aujourd'hui WPTS-FM.

### Service militaire
Au début des années 1960, Adrian Cronauer s'enrôle volontairement dans l'armée américaine, sans attendre la conscription. Son service militaire se déroule de 1963 à 1967. Après avoir envisagé une formation au pilotage, qui impliquait un engagement de service plus long, il choisit  choisit le domaine de la radiodiffusion et des médias, et devient finalement un spécialiste de la radiodiffusion et de la télévision de l'US Air Force. Il suit sa formation au Texas et atteint le grade de sergent.
Bien qu'Adrian Cronauer soit surtout connu pour son service au Viêt Nam, il commence par travailler sur des films de formation, puis est envoyé pendant un an et demi sur l'île de Crète en Grèce, où il est stationné à la base aérienne d'Héraklion.
En 1965, il se porte volontaire pour un transfert au Vietnam parce qu'il veut voyager. À son arrivée, son premier emploi est celui de directeur de l'information pour la radio des forces armées à Saigon, mais lorsque le poste d'animateur du matin devient vacant peu après son arrivée, il prend en charge l'émission, connue sous le nom de Dawn Buster parce qu'elle commence à 6 heures du matin. Il ouvre son émission en disant « Goooooood Morning Vietnam! », phrase ensuite immortalisé dans le film du même nom. Adrian Cronauer quitte Saigon en 1966, mais les DJ suivants continuent à utiliser sa signature, notamment Pat Sajak. Ses récompenses militaires comprennent la Air Force Good Conduct Medal, la National Defense Service Medal, la Vietnam Service Medal avec bronze service star, le Air Force Longevity Service Award, la croix de la Vaillance et la Médaille de la campagne du Viêt Nam.
Après la guerre du Vietnam, Adrian Cronauer travaille dans diverses stations de radio en tant que présentateur de nouvelles et dans d'autres fonctions. Il travaille comme voix off à New York et possède sa propre agence de publicité, période pendant laquelle il  obtient également une maîtrise en études médiatiques de la New School for Social Research.

### Good Morning, Vietnam
À la fin des années 1970, alors qu'il travaille comme animateur matinal de musique classique à la station WVWR, aujourd'hui WVTF de Virginia Tech, à Roanoke, en Virginie, Adrian Cronauer a l'idée d'une sitcom télévisée qui serait un mélange de M*A*S*H et de WKRP in Cincinnati deux séries télévisées populaires de l'époque. Il tente de vendre en 1979 cette histoire, basée sur ses expériences au Vietnam, mais sans succès. Quelques années plus tard, il propose un téléfilm sur le même thème et, l'agent d'un de ses amis à Hollywood remet le projet à l'acteur Robin Williams. Celui-ci estime que l'idée est suffisamment bonne pour faire l'objet d'un long métrage dont il jouerait le personnage principal.
Le film Good Morning, Vietnam, réalisé par Barry Levinson, raconte une histoire fortement romancée basée sur un scénario de Mitch Markowitz, un scénariste qui avait travaillé sur M*A*S*H. D'après Adrian Cronauer, Barry Levinson avait insisté pour que Robin Williams et lui ne se rencontrent pas avant la fin du tournage du film car il ne voulait pas que Williams essaie d'imiter ses actions et son style de prestation vocale. 
Dans une interview accordée au Military Times en 2014, Adrian Cronauer déclare que s'il avait fait une partie de ce que le film racontait, « je serais toujours à Leavenworth ». Peu de choses dans le film reflètent sa vie réelle. Entre autres, Cronauer n'était pas une personne subversive mais un « républicain de toujours », qui a ensuite joué un « rôle actif » dans la campagne présidentielle infructueuse de Bob Dole en 1996 et dans la campagne de réélection de George W. Bush en 2004. Il indique que s'il enseignait l'anglais lorsqu'il n'était pas en service à Saigon, il n'inculquait pas les insultes ni l'argot de la rue new-yorkaise à ses élèves. Il n'a également jamais été à bord d'une jeep touchée par une mine terrestre mais a été témoin du bombardement d'un restaurant près de la station de radio.

### Carrière professionnelle

#### Avocat et autres activités
L'argent qu'Adrian Cronauer reçoit du film lui permet d'obtenir un diplôme de Juris Doctor de la faculté de droit de l'Université de Pennsylvanie. Il fonde ensuite le Cronauer Law Center et exerce le droit, se spécialisant dans les domaines du droit de l'information et des communications.
En 1992, Adrian Cronauer est récompensé pour une émission spéciale de la National Public Radio sur le rôle de l'American Forces Vietnam Network  (radio et télévision militaires AFVN).
Il est également actif dans la défense des anciens combattants et, pendant la présidence de George W. Bush, devient conseiller du bureau POW-MIA (Prisonniers de guerre et disparus) du ministère de la Défense et conseiller confidentiel du secrétaire adjoint à la Défense. Son titre est celui d'assistant spécial du directeur du Bureau des prisonniers de guerre et du personnel disparu de la Défense, et il est responsable de la sensibilisation des anciens combattants et de leurs familles. Il voyage beaucoup et donne fréquemment des interviews aux médias et fait des apparitions publiques. Il devient ainsi un orateur et conférencier populaire. Il est invité à des émission de radio et de télévision telles que le Jim Bohanan Show de NBC Radio, le Today Show de NBC TV, Hannity & Colmes de Fox News, Bill Maher d'ABC ; et la série Freedom Speaks de PBS. Il participe également aux programmes radiophoniques d'Oliver North et de Gordon Liddy. Ses commentaires sont repris dans de nombreux journaux et à la radio NPR. Il est également membre du conseil d'administration du National D-Day Memorial et administrateur du Virginia War Memorial.

#### Radiation du barreau
En octobre 2014, la National Community Reinvestment Coalition (NCRC) porte plainte contre lui et le Cronauer Law Center auprès du Bureau de protection des consommateurs en matière financière et de la Federal Trade Commission. La NCRC accuse Adrian Cronauer de s'être livré à des escroqueries hypothécaires sous prétexte d'offrir une assistance aux propriétaires menacés de saisie. Il accepte la radiation du barreau plutôt que de contester l'affaire, ce qui signifie que les faits et les circonstances de la faute avouée sont restés confidentiels. Le président du NCRC fait cependant la déclaration suivante : « Les règles s'appliquent également aux célébrités. Nous pensons que M. Cronauer et le Cronauer Law Center ont enfreint la Federal Trade Commission Act, les règles du Mortgage Assistance Relief Act (loi sur l'aide aux prêts hypothécaires) et d'autres lois fédérales et étatiques ».

### Vie privée et mort
Marié à Jeane Steppe, morte en 2016 et mère d'un fils né d'un précédent mariage, Michael Muse, Adrian Cronauer est membre de l'organisation internationale Mensa.
Adrian Cronauer meurt le 18 juillet 2018 dans la maison de retraite où il réside à Troutville, en Virginie, à l'âge de 79 ans.

## Distinctions militaires
Au cours de sa carrière, le sergent Adrian Cronauer reçoit les distinctions militaires suivantes :
| 1ère classe | Air Force Good Conduct Medal      | National Defense Service Medal | Vietnam Service Medal avec bronze service star |
| 2e classe   | Air Force Longevity Service Award | Croix de la Vaillance          | Médaille de la campagne du Viêt Nam            |